# Родакі
Родакі (пол. Rodaki) — село в Польщі, у гміні Ключе Олькуського повіту Малопольського воєводства.
Населення — 971 особа (2011).
У 1975-1998 роках село належало до Катовицького воєводства.

## Демографія
Демографічна структура станом на 31 березня 2011 року:
|          | Загалом | Допрацездатний вік | Працездатний вік | Постпрацездатний вік |
| -------- | ------- | ------------------ | ---------------- | -------------------- |
| Чоловіки | 456     | 85                 | 311              | 60                   |
| Жінки    | 515     | 98                 | 271              | 146                  |
| Разом    | 971     | 183                | 582              | 206                  |